# 李秩
李秩（1552年—？），字序甫，號敬持，河南河南府孟津縣人，民籍，明朝政治人物。

## 生平
萬曆十年（1582年）壬午科河南鄉試第四十九名舉人，十四年（1586年）中式丙戌科會試第八十二名，三甲第一百八名進士。通政司觀政，本年八月授山東黃縣知縣，十五年十二月調繁本省樂安縣知縣，二十年升南户部主事，二十一年升湖廣司员外郎，二十二年升本部郎中，二十六年升鞏昌府知府，二十九年（1601年）九月升陝西布政使司右參政、兵備西安。三十二年考察致仕。

## 家族
曾祖李清；祖父李文志；父李景，母牛氏。永感下。兄李淮、李重、李得林。